# Ивичести мангусти
Ивичестите мангусти (Mungos) са род мангусти, предложен от Етиен Жофроа Сент-Илер и Фредерик Кювие през 1795 г.
Родът включва следните два вида:
| Изображение | Име                                             | Разпространение |
| ----------- | ----------------------------------------------- | --------------- |
|             | Лентова мангуста, M. mungo (Gmelin, 1788)       |                 |
|             | Гамбийска мангуста, M. gambianus (Ogilby, 1835) |                 |